# 熊朝忠
熊朝忠（1982年10月3日—），昵称小熊，男，苗族，云南文山人，中国职业拳击运动员。早年在煤矿当工人，2006年成为职业拳击手。2012年11月24日获得WBC职业拳击迷你轻量级（105磅）冠军，成为第一位获得职业拳击世界级金腰带的中国人，2013年6月29日他再次卫冕成功。截止2012年11月，他是WBA、WBC、WBO、IBF4大世界拳击组织排名最高的现役中国职业拳手，并且八次卫冕WBC亚洲区“迷你轻量级”金腰带。

## 生平

### 早年
熊朝忠出生在云南省文山壮族苗族自治州马关县夹寒箐镇么龙村委会岩蜡脚村，父母都是农民，在家中排行老二，有一个哥哥和一个弟弟。2000年从职业高中一年级退学，在一个煤矿当拉煤工，每天要工作10多个小时，收入10元/天。2001年，熊朝忠的表哥，村里第一个大学生陶卫忠回到乡村种香蕉，组织了一批年轻人进行业余拳击训练，熊朝忠辞去了矿工的工作和表哥一起学拳击。由于长期的营养不良和过度劳作，身高只有1米52，然而他拥有一身与此极不相称的力量。

### 职业拳击生涯
2006年熊朝忠来到位于昆明市的众威拳击俱乐部，在这里他碰上了恩师，前国国家队拳击运动员刘刚，从此开始了职业拳击之路。2008年3月21日他击败泰国选手龙猜·卡瑟（Numchai Taksinisan），夺取WBC洲际拳王金腰带，获得“小泰森”的称号。2009年5月他来到日本挑战WBC世界拳王内藤大助（Daisuke Naito），虽然以微弱的点数劣势输掉了比赛，但场面上内藤大助极为狼狈，熊朝忠还有一次擊倒对方，这次“失败的胜利”让他名声大震。
2010年7月9日，在昆明举行的WBC洲际金腰带争霸赛，熊朝忠战胜日本拳手靖明佐藤（Yasuaki Sato）夺得个人第二条WBC洲际拳王金腰带。2011年6月4日击败菲律宾挑战者特加雷斯（Yasuaki Sato）卫冕洲际拳王金腰带成功。2012年6月16日获得WBC轻羽量级世界冠军赛银腰带，同年11月24日经过12个回合的较量，3：0战胜了墨西哥拳手哈维尔·马丁内斯（Javier Martinez Resendiz），荣获WBC职业拳击迷你轻量级冠军，这是中国人历史上第一次获得职业拳击的世界级金腰带。2013年6月29日，经历了12回合惊心动魄的大战后，熊朝忠凭借点数战胜菲律宾拳手奎洛（Denver Cuello）成功卫冕WBC职业拳击迷你轻量级金腰带。

## 奖金争议
2013年1月16日，马关县人民政府给予熊朝忠其75万元人民币的奖励，有网友质疑马关县作为一个国家级贫困县应该把钱花在脱贫致富上，将75万元用在奖励一个拳击手身上不值。支持者则认为拳王自小家境贫寒（如似今天的马关县），重金奖励拳王是为了树立典型，激发全县人民脱贫致富的斗志，不必大惊小怪。